# 上海宝罗瞑园
上海宝罗瞑园（简称宝罗瞑园）是中華人民共和國上海市宝山区罗店镇苗圃路350号的一座公墓，创建于1988年，占地478亩，属于上海市一级公墓。